# Cirrolygris
Cirrolygris là một chi bướm đêm thuộc họ Geometridae.

## Các loài
- Cirrolygris momaria (Snellen, 1874)